# Kurt Winter (Holzbildhauer)
Kurt Winter (* 20. November 1897 in Hamburg; † 20. März 1984 in Oberursel) war ein deutscher Holzbildhauer und Kunstschnitzer.

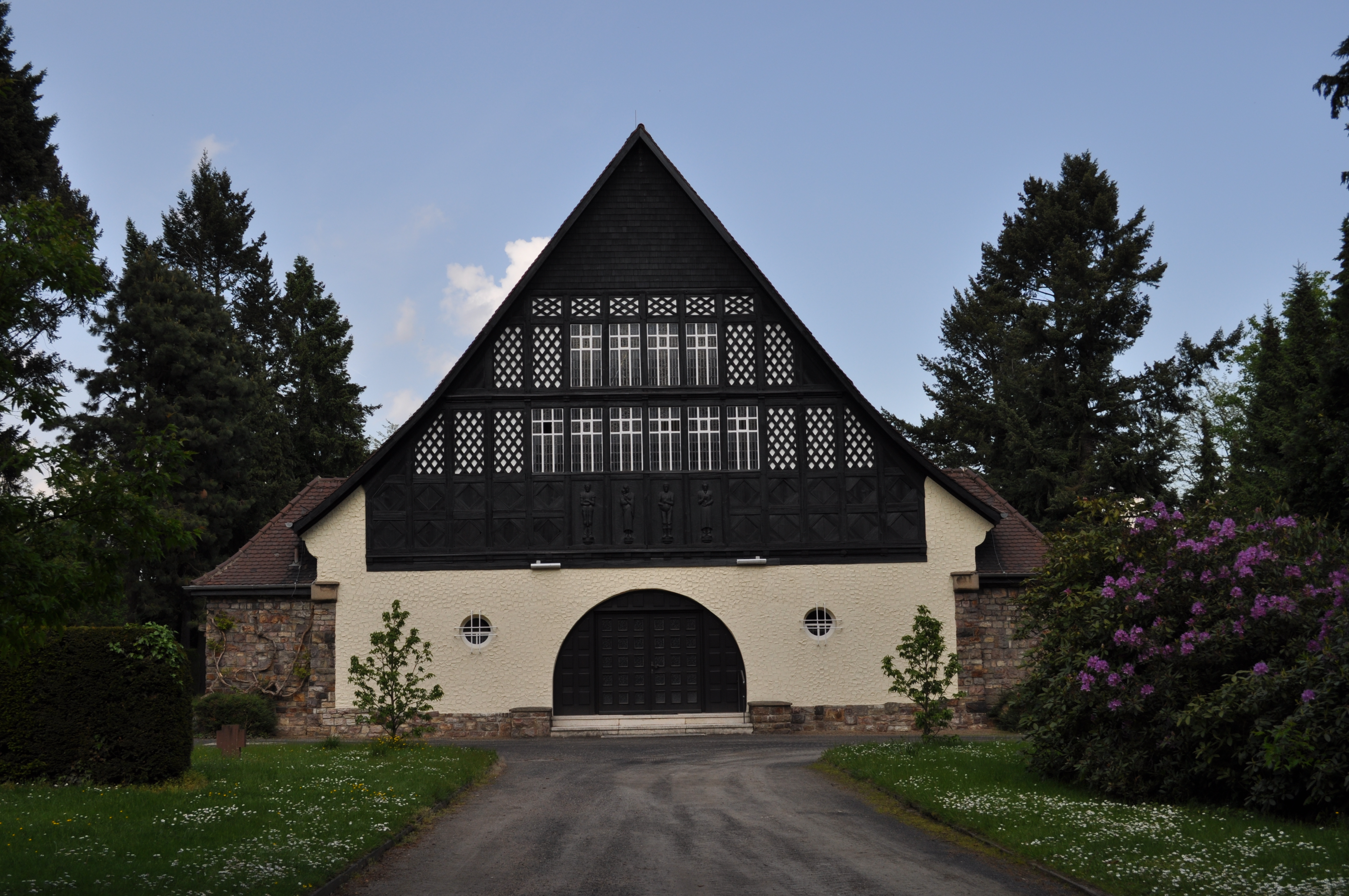
Oberursel, alter Friedhof, Trauerhalle mit Figuren über dem Westausgang

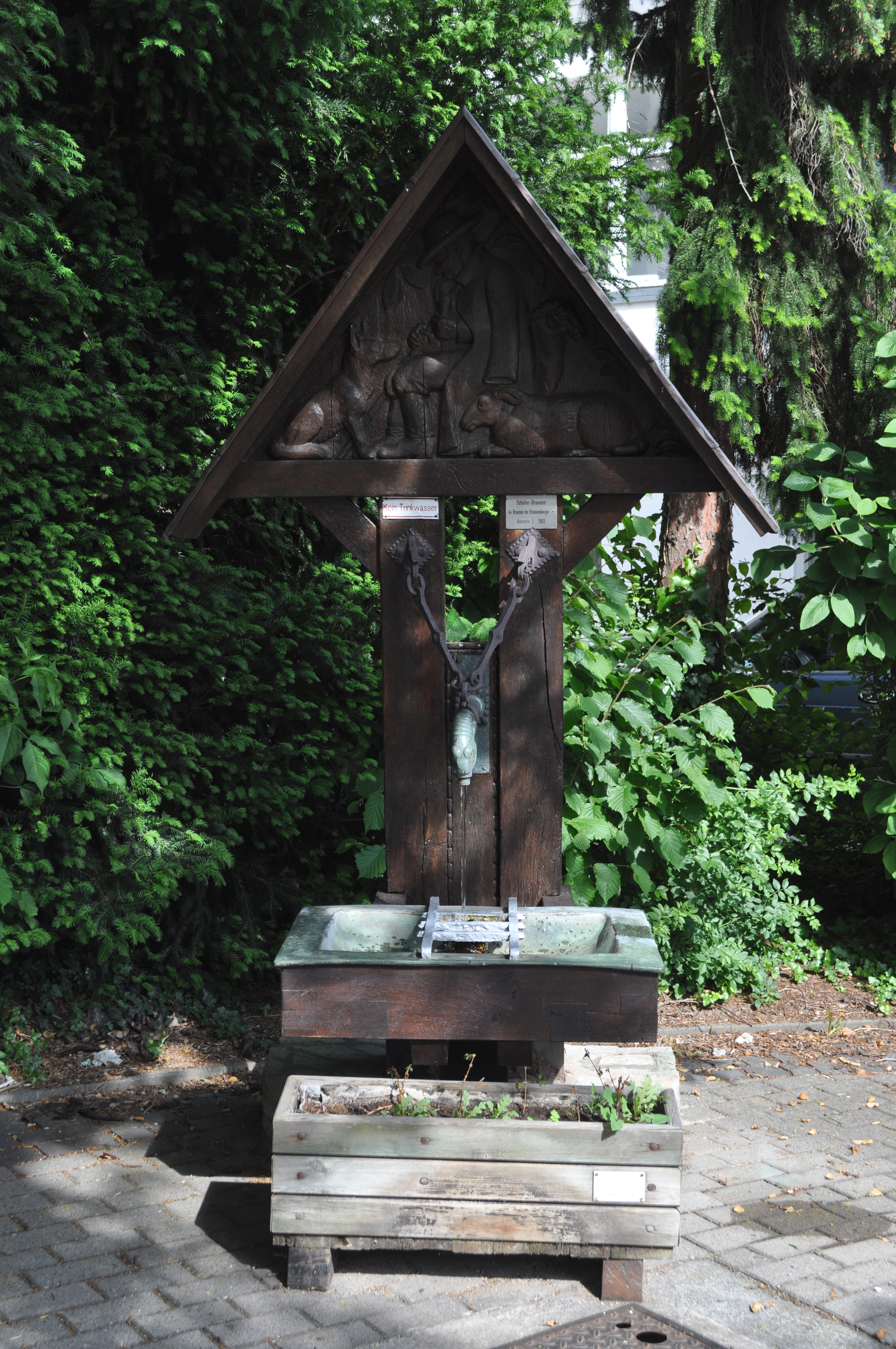
Oberursel, Schäferbrunnen

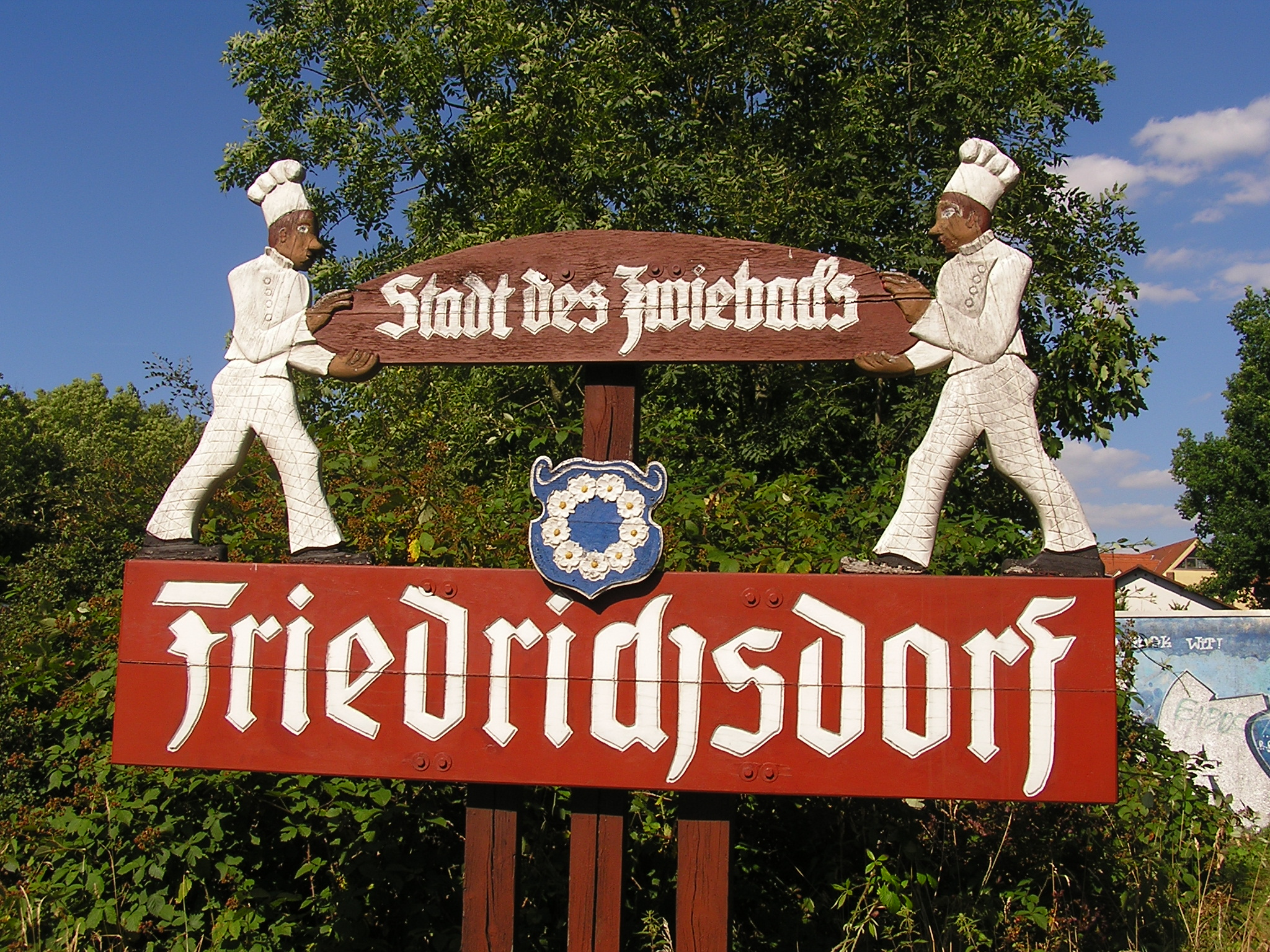
Wegweiser Friedrichsdorf zur 250-Jahrfeier (1937)

Seit 1921 lebte Winter in Oberursel. Seine Wirkungszeit in Oberursel liegt zwischen 1925 und 1941. In diesen Jahren wurde er bekannt als der „Holzschnitzer von Oberursel“. Er hat ein reiches Œuvre hinterlassen. Auch bei Wettkämpfen in der Schnitzerei war Winter erfolgreich. Er machte 1933 seine Gesellenprüfung zum Elfenbeinschnitzer, erwarb 1934 den Meisterbrief in der Elfenbein- und Holzschnitzerei. Dem folgte 1937 und 1938 die Teilnahme am Berufs-Wettkampf des Handwerks als
Kraftprobe als Holzbildhauer, bei der er es 1938 zum Gausieger beim Meisterwettkampf des Deutschen Handwerks brachte. Bei der Reichsausscheidung wurde ihm der
zweite Preis zuerkannt.
Winter schuf verschiedene Werke für den öffentlichen Raum. Beispiele sind der Schäferbrunnen in Oberursel sowie Wegekreuze. Auch schuf er die vier Figuren über den Westausgang der denkmalgeschützten Trauerhalle auf dem Alten Friedhof Oberursel. Diese Figuren auf der Südseite der Trauerhalle sind Winters größtes Werk.

## Werke (Auswahl)
(Quelle: Werkverzeichnis des Künstlers)
- 1934 Portrait Pfarrer Heß Stuck
- 1935 Schäfer- oder Weed-Brunnen Oberursel
- 1937 Wegweiser Tiergarten an der Hauptwache Ffm
- 1937 Wegweiser Palmengarten an der Hauptwache Ffm
- 1937 Wegweiser Friedrichsdorf zur 250-Jahrfeier
- 1937 Ortsschildschild Friedrichsdorf (Höhe 3 m)
- 1937 Taufbeckenständer
- 1938 Lektionar-Pult, ev. Kirche Ffm.-Heddernheim
- 1939 Trauerhalle auf dem Alten Friedhof Oberursel: Deutscher Arbeiter, Mutter mit Kind, Sämann, Wissenschaftler
- 1948 Dokumenten-Cassette, Frankfurter Paulskirche